# Clavans-en-Haut-Oisans
Clavans-en-Haut-Oisans ist eine französische Gemeinde mit 81 Einwohnern (Stand: 1. Januar 2022) im Département Isère in der Region Auvergne-Rhône-Alpes (vor 2016 Rhône-Alpes). Sie gehört zum Arrondissement Grenoble und zum Kanton Oisans-Romanche. Die Bewohner werden Clavanchons genannt.
Die Nordosthälfte der Gemeinde Clavans-en-Haut-Oisans ist Teil des temporären Militärsperrgebietes Champ de Tir Temporaire du Galibier-Grandes Rousses.

## Geographie
Die Gemeinde Clavans-en-Haut-Oisans liegt in den Westalpen im Oisansmassiv, etwa 36 Kilometer ostsüdöstlich von Grenoble.
Sie besteht aus dem Ober- und Unterdorf (Clavans le Haut und Clavans le Bas) und vereinzelten Berghütten. Clavans-en-Haut-Oisans ist die am höchsten gelegene Gemeinde im Département Isère. Das vom Bergbach Ferrand entwässerte 15,58 km² umfassende Gemeindegebiet befindet sich größtenteils oberhalb der Baumgrenze mit den typischen hochalpinen Geländeformen. Im Nordwesten hat die Gemeinde einen Anteil an der Bergkette Les Grandes Rousses mit den vier Dreitausendern:
- Pic Bayle 3465 m
- Pic de l'Étendard 3464 m
- Mont Savoyat 3346 m
- Sommet Nord de Sarenne 3128 m.

Die beiden erstgenannten speisen hauptsächlich auf ihrer Ostseite Gletscher, von denen die drei größten nennenswert sind:
- Glacier des Quirlies,
- Glacier des Malatres,
- Glacier du Grand Sablat.

Umgeben wird Clavans-en-Haut-Oisans von den Nachbargemeinden Saint-Sorlin-d’Arves im Norden, Besse im Osten, Mizoën im Süden und Südosten, Le Freney-d’Oisans im Westen und Südwesten sowie Vaujany im Nordwesten.

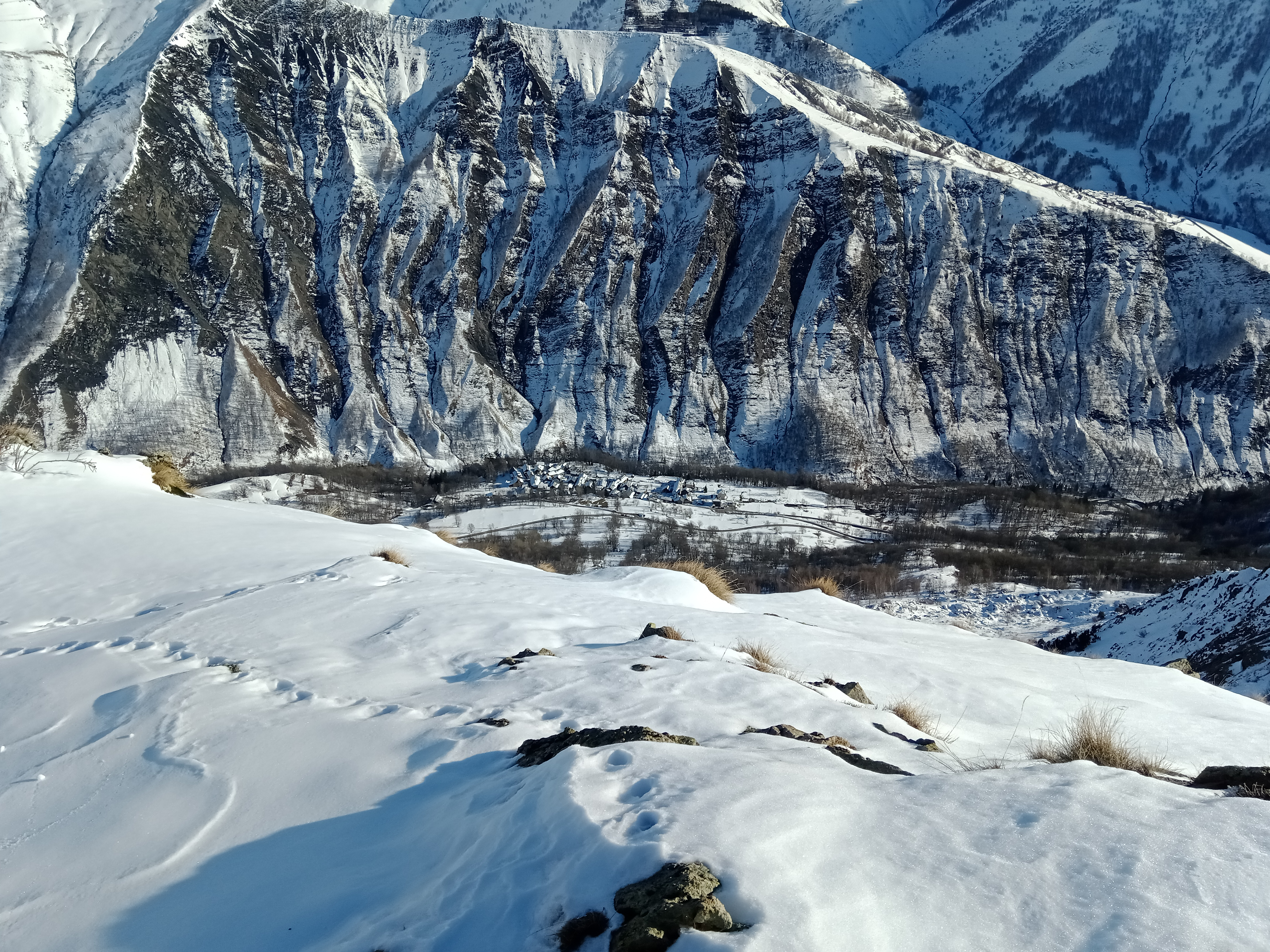
Blick auf Clavans le Haut, vom Col de Saronne aus gesehen
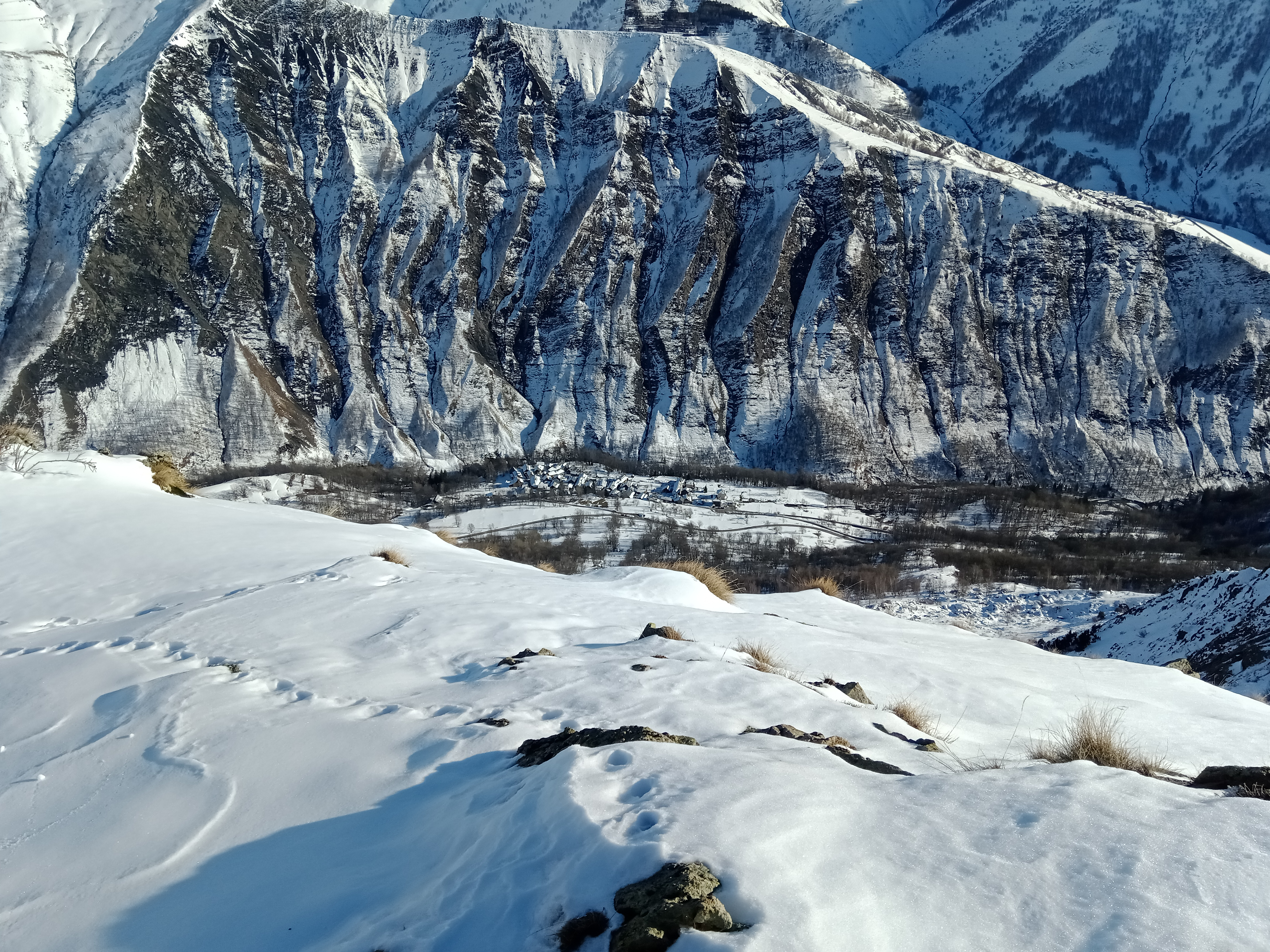
Blick zum 2347 m hohen Échine de Praouat im Osten der Gemeinde
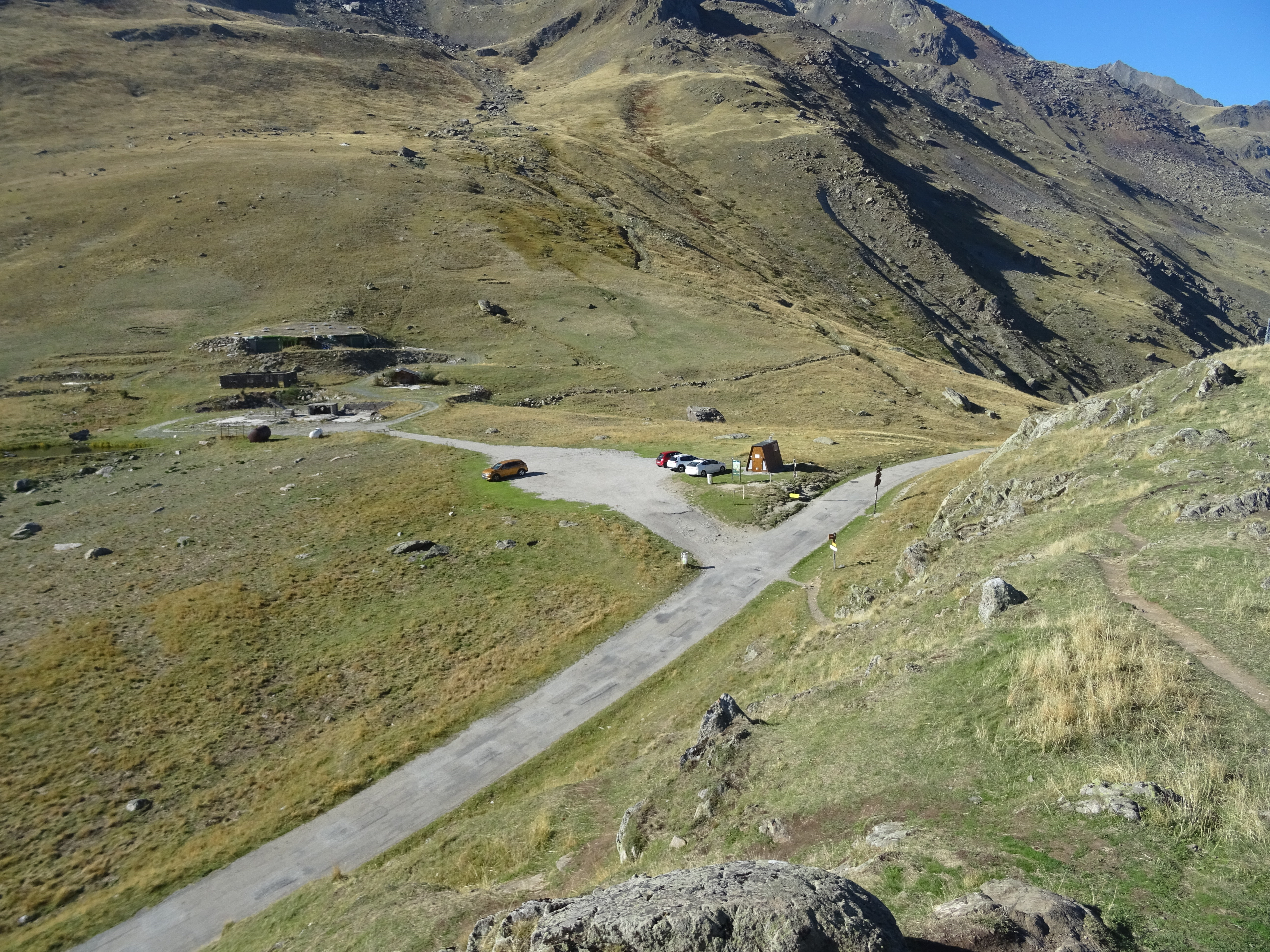
Pass Col de Sarenne

## Bevölkerungsentwicklung
| Jahr                       | 1962 | 1968 | 1975 | 1982 | 1990 | 1999 | 2006 | 2012 | 2021 |
| -------------------------- | ---- | ---- | ---- | ---- | ---- | ---- | ---- | ---- | ---- |
| Einwohner                  | 105  | 80   | 68   | 66   | 88   | 83   | 109  | 110  | 89   |
| Quellen: Cassini und INSEE |      |      |      |      |      |      |      |      |      |

## Sehenswürdigkeiten
- Kirche Saint-Didier in Clavans-le-Bas
- Kapelle Mariä Himmelfahrt in Clavans-le-Haut
- zwei Wasserfälle